# Encyocrypta heloiseae
Encyocrypta heloiseae – gatunek pająków z infrarzędu ptaszników i rodziny Barychelidae. Występuje endemicznie na Nowej Kaledonii. Zasiedla lasy deszczowe.

## Taksonomia
Gatunek ten opisany został po raz pierwszy w 1994 roku przez Roberta Ravena na podstawie dwóch samic odłowionych w 1990 roku. Jako lokalizację typową wskazano górę Montagne des Sources na południowy wschód od Numei. Epitet gatunkowy nadano na cześć Heloizy, żony Piotra Abelarda.

## Morfologia
Holotypowa samica ma ciało długości 20 mm oraz karapaks długości 7,9 mm i szerokości 8,1 mm. Karapaks jest w zarysie prawie okrągły, ubarwiony pomarańczowobrązowo z brązową częścią głowową i grubym, brązowym siateczkowaniem po bokach, porośnięty brązowymi włoskami i czarnymi szczecinkami. Jamki karapaksu są proste. Szczękoczułki są pomarańczowobrązowe, porośnięte czarnymi szczecinkami, pozbawione rastellum. Bruzda szczękoczułka ma 10 dużych zębów i 2 zęby mniejsze na krawędzi przedniej oraz 6 małych ząbków i 10–15 ziarenek w części środkowo-nasadowej. Szczęki zaopatrzone są w 6–8 kuspuli. Barwa szczęk, wargi dolnej i sternum jest pomarańczowobrązowa. Odnóża są pomarańczowobrązowe, miejscami wyraźnie brązowo obrączkowane. Uda trzech pierwszych par mają od 6 do 12 delikatnych cierni bazyfemoralnych, nie występują natomiast kolce cierniowate. Opistosoma (odwłok) jest z wierzchu ciemnobrązowa z drobnym, białym nakrapianiem, zlewającym się pośrodku. Spód opsistosomy jest brązowy z jasnym, wrzecionowatym znakiem pośrodku i nakrapianiem po bokach. Genitalia samicy mają dwie spermateki, każda złożona z dwóch płatów, z których wewnętrzny jest duży, mniej więcej trójkątny, a zewnętrzny mały, prosty, nie dłuższy od wewnętrznego.

## Ekologia i występowanie
Pająk ten występuje endemicznie w Prowincji Południowej Nowej Kaledonii, gdzie zasiedla lasy deszczowe na górze Montagne des Sources. Stwierdzony został na wysokości 900 m n.p.m.
Ptasznik ten buduje gniazda pod korą martwych drzew. Mają one postać krótkiej norki nakrytej od góry miękkim wieczkiem z zawiasem.